# Ignacio Gariglio
Ignacio Gariglio (Santa Rosa, 25 de abril de 1998) es un futbolista argentino. Juega como defensa central y su equipo actual es Bolivar de la Primera División de Bolivia.

## Trayectoria
Gariglio realizó sus divisiones menores en Estudiantes de la Plata, club al que llegó a los 17 años.

### Arsenal
Cedido por Estudiantes de La Plata en octubre de 2020, Gariglio llegó a Arsenal, equipo de la Primera División. Debutó el 5 de diciembre de 2020 en la victoria por 1-0 sobre Racing, ingresando por Jhonatan Candia a los 38 minutos del segundo tiempo.
En el 2022 anotó un gol de chalaca ante Godoy Cruz, siendo elegido el mejor gol de la fecha 09 del Torneo Apertura.
A inicios del 2023 se rumoreó un fichaje al Club Atlético Independiente, sin embargo, no se llegó a dar aquel fichaje.
El 7 de enero de 2024 ficha por Delfin SC para afrontar el torneo local y Copa Sudamericana 2024; fue pedido expreso de su compatriota Guillermo Duró. Anotó 2 goles por Sudamericana.
El 30 de diciembre del 2024 ficha por Deportivo Garcilaso para afrontar la Liga 1 2025.

## Estadísticas

### Clubes
Actualizado al último partido disputado el 30 de noviembre de 2024.
| Arsenal Argentina | 1.ª                 | 2020-21             | 3  | 0 | 1 | 0 | 0 | 0 | 4  | 0 | 0    |
| Arsenal Argentina | 1.ª                 | 2021                | 10 | 0 | 0 | 0 | 2 | 0 | 12 | 0 | 0    |
| Arsenal Argentina | 1.ª                 | 2022                | 20 | 2 | 0 | 0 | 0 | 0 | 20 | 2 | 0.1  |
| Arsenal Argentina | 1.ª                 | 2023                | 13 | 0 | 1 | 0 | 0 | 0 | 14 | 0 | 0    |
| Arsenal Argentina | Total club          | Total club          | 46 | 2 | 2 | 0 | 2 | 0 | 50 | 2 | 0.04 |
| Delfín S. C. · Ecuador | 1.ª                 | 2024                | 14 | 1 | 0 | 0 | 6 | 2 | 20 | 3 | 0.15 |
| Delfín S. C. · Ecuador | Total club          | Total club          | 14 | 1 | 0 | 0 | 6 | 2 | 20 | 3 | 0.15 |
| Total en su carrera | Total en su carrera | Total en su carrera | 60 | 3 | 2 | 0 | 8 | 2 | 70 | 5 | 0.07 |
| (1) Las copas nacionales se refiere a la Copa Argentina (2020, 2023). (2) Las copas internacionales se refiere a la Copa Sudamericana (2021, 2024). (3) Media de goles por encuentro. No incluye goles en partidos amistosos. |                     |                     |    |   |   |   |   |   |    |   |      |